# Eremophanes annulicornis
Eremophanes annulicornis là một loài bọ cánh cứng trong họ Cerambycidae.